# Peter Withe
Peter Withe /wɪð/ (sinh ngày 30 tháng 8 năm 1951) là một cựu huấn luyện viên và tiền đạo người Anh, người đã thi đấu từ năm 1971 đến năm 1990. Tại câu lạc bộ Nottingham Forest, ông đã vô địch Anglo-Scottish Cup và thăng hạng từ Second Division lên First Division mùa giải 1976-77, vô địch First Division và League Cup mùa giải 1977-78, vô địch Siêu cúp Anh năm 1978. Khi thi đấu cho Aston Villa, ông đã cùng đội vô địch First Division mùa giải 1980-81 và ghi bàn thắng duy nhất trong trận Chung kết Cúp C1 châu Âu 1982, chiếc cúp C1 duy nhất trong lịch sử câu lạc bộ. Ông chơi 11 trận cho Đội tuyển Anh và ghi được 1 bàn thắng,ông còn là thành viên của Đội tuyển Anh tham dự World Cup 1982. Sau khi kết thúc sự nghiệp cầu thủ, ông đã làm việc với tư cách huấn luyện viên,chủ yếu làm việc ở Đông Nam Á. Thành tích của ông trên băng ghế huấn luyện là giúp Đội tuyển Thái Lan vô địch 2 lần Giải vô địch bóng đá Đông Nam Á liên tiếp vào các năm 2000 và 2002. Ngoài ra ông còn dẫn dắt Đội tuyển Indonesia vào chung kết Giải vô địch bóng đá Đông Nam Á năm 2004.

## Danh hiệu

### Cầu thủ
Portland Timbers
- North American Soccer League: 1975

Nottingham Forest
- First Division: 1977–78
- Football League Cup: 1977–78
- FA Charity Shield: 1978
- Football League Second Division: thăng hạng 1976–77
- Anglo Scottish Cup: 1976

Aston Villa
- First Division: 1980–81
- FA Charity Shield: 1981
- European Cup: 1981–82
- European Super Cup: 1982

### Huấn luyện viên
Đội tuyển Thái Lan
- ASEAN Football Championship: 2000, 2002

Đội tuyển Indonesia
- ASEAN Football Championship á quân: 2004